# Markus Schollmeyer
Markus Schollmeyer (* 1969 in München) ist ein deutscher Rechtsanwalt, Kommunikationsberater und Autor, der sich mit Buchveröffentlichungen und Vorträgen einen Namen als Gerechtigkeitsforscher gemacht hat. Bekannt wurde er durch sein Buch Anklage (2010) und als Gast verschiedener Talkshows und Radiosendungen. 2019 moderierte er als einer der Gastgeber die Sat.1-Talkshow Ungelogen – das ehrlichste Gespräch Deines Lebens. Nach dem Karriereende wegen eines Schlaganfalls machte er sich in den 2020er Jahren einen Namen als Rollstuhlfechter. Er veröffentlicht Podcasts.

## Leben
Markus Schollmeyer studierte Rechtswissenschaften in München, Hamburg und Los Angeles (USA). Während seiner Studienzeit in Los Angeles absolvierte er auch eine Schauspielausbildung für Prozessanwälte bei amerikanischen Geschworenengerichten, in der er u. a. lernte, Menschen zu analysieren und in ihnen zu lesen. Mit einem Aufbaustudium zum Wirtschaftsjuristen an der privaten Steuer- und Wirtschaftsakademie GmbH in Berlin und mehreren Lehrgängen an der Journalistenakademie Dr. Hooffacker in München schloss er seine Ausbildung ab.
1998 ließ er sich als Rechtsanwalt und Coach in München nieder und war Strafverteidiger und Dozent zu unterschiedlichen Themen der Rechtswissenschaften, u. a. als Forschungskooperationspartner der Ludwig-Maximilians-Universität München für Marktorientierte Unternehmensführung an der Fakultät für Wirtschaftswissenschaften. Ab 2004 trat er in den Medien und auf Kongressen als Vortragsredner und Experte zu Themen wie Fairness, Gerechtigkeit, Menschenkenntnis und soziale Intelligenz auf.
Daneben wurde er auch in Nebenrollen bei bekannten Fernsehserien besetzt, z. B. 2008 bei SOKO 5113 (Strafverteidiger) oder 2011 bei Der Alte (Richter). 2019 war er bis zu seiner Erkrankung einer der Gastgeber des Sat.1-Talks Ungelogen – das ehrlichste Gespräch Deines Lebens. Dabei handelt es sich um die deutsche Adaption des britischen Formats The Lie Detective, bei dem Paare an einen Lügendetektor angeschlossen werden.
Am 9. November 2019 erlitt Schollmeyer einen Schlaganfall. Seither ist er halbseitig gelähmt und sprachbehindert, was ihn im Alter von 50 Jahren zur Aufgabe seiner anwaltlichen und medialen Tätigkeiten zwang. Nach der Rehabilitation widmete er sich dem Behindertensport und gewann bei den bayerischen Meisterschaften im Münchner Werksviertel 2021 mehrere Medaillen im Fechten.

## Gerechtigkeitsforschung
Aufgrund von Erfahrungen in seiner Zeit als Strafverteidiger begann er, sich mit dem Thema Gerechtigkeit zu befassen. Er untersuchte dabei das menschliche Gerechtigkeitsgefühl als Beurteilungsmaßstab und Grundlage von Entscheidungen. Dabei gewann er die Einsicht, dass die stetig zunehmenden Informationsströme in Menge und Komplexität von Menschen nicht mehr ausreichend verarbeitet werden. Dies führe zu einer Dominanz sogenannter „Bauchentscheidungen“, die die Bewertung von Situationen und Menschen im Hinblick auf Zufriedenheit oder Ablehnung bestimmen.
Schollmeyer entwickelte aus seiner Gerechtigkeitsforschung heraus einen Ansatz zur Beschreibung von sozialer Intelligenz. Er betrachtet soziale Intelligenz, Gerechtigkeit und Offenheit in beruflichen Gesprächen und privaten Beziehungen als Schlüssel zum persönlichen Erfolg. Für Schollmeyer ist Wahrheit und Aufrichtigkeit die Grundlage, um überhaupt sozial intelligent handeln zu können.
Er entwickelte die sogenannte Bacon-Methode („Baseline-Context-Method“), die er bei der Wahrheitssuche vor Gericht und in der Paarberatung anwendet. Dabei beobachtet und bewertet er unbewusste menschliche Verhaltensweisen wie Gesichtsausdruck und Körpersprache zur Absicherung des Wahrheitsgehaltes und der Glaubwürdigkeit von Aussagen in der Kommunikation. Daneben entwickelte er eine Formel für persönliche Stärke als Modell zur Abbildung des menschlichen Gerechtigkeitsgefühls.
Um seine Tätigkeit auf dem Gebiet der Gerechtigkeitsforschung zu institutionalisieren, gründete er im Jahr 2010 das private Institut für Gerechtigkeitsforschung Aequalitas, welches später als Steinbeis Transferzentrum für Gerechtigkeitsforschung und Reputation an der Hochschule Darmstadt firmierte und von Schollmeyer zusammen mit Lars Rademacher, der an dieser Hochschule lehrt, betrieben wurde.

## Werke (Auswahl)
- Lüg mich nicht an! Wie du herausfindest, was andere verheimlichen. Kösel Verlag, München 2020, ISBN 978-3-466-34759-9
- Anklage. Im Auftrag der Gerechtigkeit. Irisiana Verlag, München 2010, ISBN 978-3-424-15076-6
- Fight for Yourself. Erfolgreiche Strategien gegen die Ungerechtigkeiten im Leben. Irisiana Verlag, München 2009, ISBN 978-3-424-15038-4
- Arbeitsrecht für Führungskräfte. Eigenverlag, Home Shopping Europe, Ismaning 2006